# Utetheisa sumatrana
Utetheisa sumatrana là một loài bướm đêm thuộc phân họ Arctiinae, họ Erebidae.